# Daniel Lauret
Pour les articles homonymes, voir Lauret.
Daniel Lauret est un écrivain français né le 19 décembre 1949 à Piton Saint-Leu. Auteur de plusieurs essais sur le créole réunionnais entre le milieu des années 1980 et le début des années 2000, il a par la suite publié quatre romans en plus de nouvelles.
Pour son roman Bob (2006), il s'inspire de Radio Free Dom.

## Œuvre

### Romans
- Monsieur Oscar, Matoury, Ibis Rouge Éditions, 2004.
- (rcf + fr) Bob, Sainte-Marie, Azalées Éditions, 2006, 201 p. (ISBN 9782915923339, OCLC 470766690).
- Raideur, Sainte-Clotilde, Éditions Orphie, 2011.
- Couillonnades, Sainte-Clotilde, Éditions Orphie, 2015.
- Féminitude (première partie, le conte Notre drame des laves) Sainte-Clotilde, Éditions Orphie, 2019

### Nouvelles
- Des nouvelles de la Chaloupe, Sainte Clotilde, Éditions Orphie, 2014